# Spotkanie z Alfredem Hitchcockiem
Spotkanie z Alfredem Hitchcockiem lub Godzina z Alfredem Hitchcockiem (tytuł oryg. The Alfred Hitchcock Hour) – amerykański serial kryminalny, będący antologią, na którą składały się wyreżyserowane przez różnych reżyserów krótkie filmiki kryminalne.

## Krótki opis
Serial ten – emitowany w latach 1962–1965 – był kontynuacją cyklu Alfred Hitchcock przedstawia (1955–1962). Podobnie jak poprzednio Alfred Hitchcock pojawiał się na początku i na końcu każdego odcinka, komentując go.

## Kontynuacja
Kontynuacją pomysłu był cykl pokazywany w latach 1985-1989 pod tytułem Alfred Hitchcock znów przedstawia (The New Alfred Hitchcock Presents), który obejmował nowe wersje opowiadań prezentowanych w latach 50. i 60. oraz całkiem nowe filmy.

## Obsada
- Alfred Hitchcock jako on sam (wszystkie odcinki)[1]
- Hinton Pope jako konduktor w pociągu (7 odcinków)
- Jimmy Joyce jako sierż. Racin (6 odcinków)
- Lew Brown jako David Carson (6 odcinków)
- Robert Reiner jako p. Brown (6 odcinków)
- Alice Backes jako Mrs. Tridden (5 odcinków)
- Dee J. Thompson jako pani doktor #1 (5 odcinków)
- Gail Bonney jako Mrs. Hayes (5 odcinków)
- Brendan Dillon jako insp. Roberts (5 odcinków)
- Myron Healey jako Bob Blake (4 odcinki)
- Mary Scott jako Wanda Hatfield (4 odcinki)
- Carmen Phillips jako Bette Rose Calder (4 odcinki)
- David Fresco jako Sam Ogle (4 odcinki)
- John Zaremba jako Richard Anderson (4 odcinki)
- Doris Lloyd jako Andrina Gibbs (4 odcinki)
- Vince Williams jako komornik sądowy (4)
- Cathie Merchant jako Lola Penderwaller (4)
- Sam Reese jako Martin Hendrix (4)
- Len Hendry jako Mr. Horner (4)
- Audrey Swanson jako pielęgniarka w biurze (4)
- Paul Bradley jako Mr. Pradanos (4)
- George DeNormand jako inspektor policji (4)
- Gena Rowlands jako Helen Martin (3)
- Phyllis Thaxter jako Nora Cory Manson (3)
- Jeremy Slate jako zawodowy golfista, Trent Parker (3)
- Kent Smith jako dr Sam Adamson (3)
- Carl Benton Reid jako kpt. King Snyder (3)
- Richard Jaeckel jako Milt Woodman (3)
- John Marley jako detektyw Ed Singer (3)
- Juanita Moore jako Mrs. McFarland (3)